# Riley Nixon
Riley Nixon (Brandon, Manitoba; 13 de febrero de 1995) es una actriz pornográfica y modelo erótica canadiense.

## Biografía
Riley Nixon, nombre artístico de Riley Cruise, nació en la ciudad de Brandon, en la provincia canadiense de Manitoba, en febrero de 1995 en una familia con ascendencia irlandesa, británica y ucraniana. Se trasladó siendo adolescente a los Estados Unidos, realizando sus últimos dos años de instituto en San Diego (California).
Comenzó como modelo erótica en Model Mayhem hasta que dio el salto a la industria pornográfica, debutando como actriz en 2016, a los 21 años de edad. Ha trabajado para productoras como Mile High, Evil Angel, Jules Jordan Video, Girlfriends Films, XEmpire, Elegant Angel, Filly Films, Penthouse, 3rd Degree, Tushy, Burning Angel, Kink.com o Blacked, entre otras.
Su primera escena de sexo anal fue en Don't Tell My Wife I Assfucked the Babysitter 17, mientras que la primera de doble penetración lo fue en Anal Savages 2, por la que recibió una nominación en los XBIZ a la Mejor escena de sexo en película gonzo, junto a John Strong y Steve Holmes.
En marzo de 2017 fue elegida Pet of the Month de la revista Penthouse.
En 2018 fue nominada en los Premios AVN y XBIZ en las categorías de Mejor actriz revelación.
Ha rodado más de 250 películas como actriz.
Alguno de sus trabajos destacados son Anal Newbies 5, Bad Lesbian 6, Darker Side of Desire, Fetish Fanatic 22, Hard Passion 3, Lesbian Group Fuck Fest, Naturally Nasty 2, Prison Lesbians 4, Straight Up Anal 3, TS Forbidden Love o Women Seeking Women 141.

## Premios y nominaciones
| Año  | Ceremonia    | Resultado | Premio                                    | Trabajo                     |
| ---- | ------------ | --------- | ----------------------------------------- | --------------------------- |
| 2017 | Premios AVN  | Nominada  | Mejor actuación solo / tease              | Hard Passion 3              |
| 2017 | Premios AVN  | Nominada  | Premio fan: Debutante más caliente        | —                           |
| 2018 | Premios AVN  | Nominada  | Mejor actriz revelación                   | —                           |
| 2018 | Premios AVN  | Nominada  | Mejor escena de sexo anal                 | Blast My Ass                |
| 2018 | Premios AVN  | Nominada  | Mejor escena de trío M-H-M                | Flesh Hunter 14             |
| 2018 | Premios AVN  | Nominada  | Mejor escena escandalosa de sexo          | Jim Powers' Bukkake         |
| 2018 | Premios AVN  | Nominada  | Premio fan: Debutante más caliente        | —                           |
| 2018 | Premios XRCO | Nominada  | Mejor actriz revelación                   | —                           |
| 2018 | Premios XBIZ | Nominada  | Mejor actriz revelación                   | —                           |
| 2018 | Premios XBIZ | Nominada  | Mejor escena de sexo en película gonzo    | Anal Savages 2              |
| 2018 | Premios XBIZ | Nominada  | Mejor escena de sexo en película lésbica  | Confessions of a Sinful Nun |
| 2019 | Premios AVN  | Nominada  | Mejor escena de sexo transexual           | Manage a Tranny 2           |
| 2019 | Premios AVN  | Nominada  | Premio fan: Mejores pechos                | —                           |
| 2025 | Premios XMA  | Nominada  | Mejor escena de sexo en película vignette | Don't Tell My Husband 3     |